# Municipio de Chicod
El municipio de Chicod (en inglés: Chicod Township) es un municipio ubicado en el  condado de Pitt en el estado estadounidense de Carolina del Norte. En el año 2010 tenía una población de 6.645 habitantes.

## Geografía
El municipio de Chicod se encuentra ubicado en las coordenadas 35°29′40.59″N 77°16′53.86″O / 35.4946083, -77.2816278.